# Катастрофа Ту-134 под Минском
Катастрофа Ту-134 под Минском — крупная авиационная катастрофа, произошедшая в пятницу 1 февраля 1985 года в Минской области (БССР). Авиалайнер Ту-134АК предприятия «Аэрофлот» выполнял рейс SU-7841 по маршруту Минск—Ленинград, но через несколько секунд после взлёта у него отказал один двигатель, а затем и второй. Не имея возможности вернуться обратно в аэропорт вылета, экипаж совершил жёсткую посадку в лесу. При столкновении с деревьями самолёт разрушился, из находившихся на его борту 80 человек (74 пассажира и 6 членов экипажа) погибли 58.

## Самолёт
Ту-134АК (регистрационный номер СССР-65910, заводской 63969, серийный 63-19) был выпущен заводом ХГАПП 11 мая 1982 года. 8 июня того же года был передан МГА СССР, которое направило его в 235-й Отдельный Правительственный авиаотряд. 16 ноября 1984 года лайнер был переведён в 1-й Ленинградский ОАО (Ленинградское УГА), а через 2 дня — в 1-й Минский ОАО (Белорусское УГА). Оснащён двумя турбореактивными двигателями Д-30 Пермского моторного завода. На день катастрофы совершил 448 циклов «взлёт-посадка» и налетал 685 часов.

## Экипаж
- Командир воздушного судна (КВС) — Владимир Дмитриевич Беляев.
- Второй пилот — Михаил Хаустов.
- Штурман — Вячеслав Андреевич Дубинин.
- Бортмеханик — Анатолий Трофименко.
- Бортпроводники:
  - Александр Аркадьевич Гулюта,
  - Наталья Бондаренко.

## Хронология событий

### Предшествующие обстоятельства
25 января 1985 года Ту-134АК борт СССР-65910 завершил один из своих полётов. 26 января в его баки было залито 8200 килограммов авиатоплива, после чего он был оставлен на несколько дней на открытой площадке, в течение этих дней стоял мороз и шёл снег. 30 и 31 января было проведено техобслуживание самолёта по форме Ф-2. 1 февраля в 05:00 утра начались подготовки лайнера к полёту. Так как он был уже покрыт толстым слоем снега и льда, то техники аэропорта Минск-2 облили крылья горячей водой, после чего обработали крылья и хвостовое оперение специальным составом «Арктика». Затем пилоты осмотрели самолёт, насколько им позволяло это сделать некачественное освещение аэропорта (в 07:00 в феврале ещё темно), после чего начались посадка пассажиров и загрузка багажа. Авиалайнер должен был выполнить рейс SU-7841 из Минска в Ленинград, на его борту находились 6 членов экипажа и 74 пассажира, взлётный вес составлял 46 тонн.

### Катастрофа
В 07:47 лайнер был отбуксирован от перрона. В 07:52 экипаж запустил двигатели, в процессе этих работ не возникло никаких замечаний. Температура воздуха в это время составляла -2 °C, дул южный ветер со скоростью 5 м/с, небо было полностью затянуто тучами с нижней границей всего 160 метров и шёл мокрый снег, в связи с чем на самолёте была включена противообледенительная система.
В 07:59:35 на скорости 290 км/ч по курсу 134° рейс 7841 вылетел из Минска. Но внезапно через 5-6 секунд после отрыва от ВПП на высоте 35-36 метров и при скорости 325 км/ч в двигателе №1 (левый) раздались хлопки, одновременно резко упали его обороты и подскочила температура выходящих газов. Также возник крен влево, но экипаж выровнял самолёт, после чего второй пилот связался с авиадиспетчером и доложил о намерении вернуться обратно в аэропорт вылета. Самолёт летел со скоростью 340 км/ч на высоте 220 метров, когда по указанию КВС бортмеханик начал убирать закрылки. Но в 07:59:40 (после того, как закрылки убрались полностью) раздались хлопки в двигателе №2 (правый), а ещё через 2 секунды в нём упали обороты и он остановился. Лайнер в этот момент летел в темноте в облаках со скоростью 325 км/ч на высоте 240 метров.
Чтобы сохранить скорость с целью избегания сваливания, командир начал снижать самолёт с вертикальной скоростью около 7 м/с. На высоте 100-120 метров рейс 7841 наконец вышел из облаков и пилоты увидели внизу лес. Продолжать полёт уже не было возможности, в связи с чем экипаж принял решение о вынужденной посадке на деревья. Первый удар о деревья произошёл на высоте 22 метра над землёй при правом крене 5° при курсе 84°. Через 348 метров при курсе 82° и с правым креном около 15—20° примерно в 08:01:15 рейс SU-7841 врезался в землю, после чего он пропахал по земле ещё 110 метров. Заднюю треть фюзеляжа (в районе 42-го шпангоута; всего их 65) оторвало, а переднюю часть развернуло поперёк. Вытекшее из повреждённых баков авиатопливо вспыхнуло, вызвав пожар в передней части.
Лайнер рухнул на землю в Червенском районе Минской области примерно в 10 километрах к востоку (азимут 92°) от ВПП аэропорта Минск-2 и неподалёку от посёлка Нежевка. Спасательные службы нашли место катастрофы только в 11:15, примерно через 3 часа. В катастрофе погибли 58 человек — 3 члена экипажа (штурман, бортмеханик и бортпроводник Гулюта) и 55 пассажиров, выжили 22 человека — 3 члена экипажа (КВС, второй пилот и стюардесса Бондаренко) и 19 пассажиров; выживших выбросило из самолёта, остальные сгорели заживо.

## Расследование
При первом обследовании обоих двигателей самолёта было обнаружено полное разрушение компрессоров и турбин. При этом объём повреждений в обоих двигателях был одинаков, что свидетельствовало об общей природе их разрушения. При изучении двигателей в ГосНИИЭРАТ ВВС было выявлено, что причиной катастрофы стал помпаж двигателей, начавшийся в результате попадания в них льда. Сам лёд найден не был, так как из-за пожара на месте катастрофы он весь растаял. Изучение причины появления льда в двигателях фактически стало борьбой между КБ Туполева и Белорусским УГА, где первый обвинял другого в некачественном техобслуживании, а второй первого — в низкой надёжности реактивных двигателей. Авиатопливо (8200 килограммов) после облёта ремонтного двигателя за несколько дней до катастрофы не было слито при перепадах температур и морозе по причине экономии (снижение себестоимости авиаперевозки), что и привело к началу его кристаллизации в кессонах. Готовых ангаров для помещения самолёта перед вылетом на 2 часа ещё пока не было по причине ещё незаконченного строительства самого аэропорта Минск-2 (аналогичный случай произошёл 6 декабря 1997 года при взлёте транспортного самолета Ан-124-100 ВВС России с аэродрома Иркутск-2 и упавшего на жилые кварталы с отказом трёх двигателей, что подтвердило предположение об аналогичности кристаллизации авиатоплива в кессонах).

### Официальные выводы
Хотя противообледенительная система была включена, в соединении трубопровода к фланцу патрубка подачи горячего воздуха в носок воздухозаборника было обнаружено нарушение герметичности, причиной чего было выпадение части прокладки (толщина 1 миллиметр) в соединении. Из этого возникла версия, что из-за отказа части данной системы лёд образовался на стенках воздухозаборников, после чего слетел с них и попал в двигатели. Однако погода в тот день не способствовала образованию обледенения, к тому же исследования в ГосНИИ ГА показали, что отсутствие прокладки лишь незначительно снижает эффективность противообледенительной системы. Тогда было решено проверить возможность попадания в двигатели льда с крыльев. Для этого в ГосНИИ ГА были проведены испытания с моделью самолёта в аэродинамической трубе, но вместо льда использовали горох. Однако эти испытания показали, что объём льда, попавшего с крыльев в двигатели, недостаточен для возникновения помпажа (двигательная установка Д-30 по надежности была рассчитана на вероятность попадания на входы незначительного количества льда).
В результате было выдано следующее заключение:
Причиной катастрофы является отказ двигателей №1 и 2 после взлёта в наборе высоты вследствие попадания на их входы льда, что привело к помпажу, разрушению компрессоров и обгоранию лопаток турбин. Ввиду значительных разрушений самолёта и двигателей причину попадания льда определить не представляется возможным.

## Память

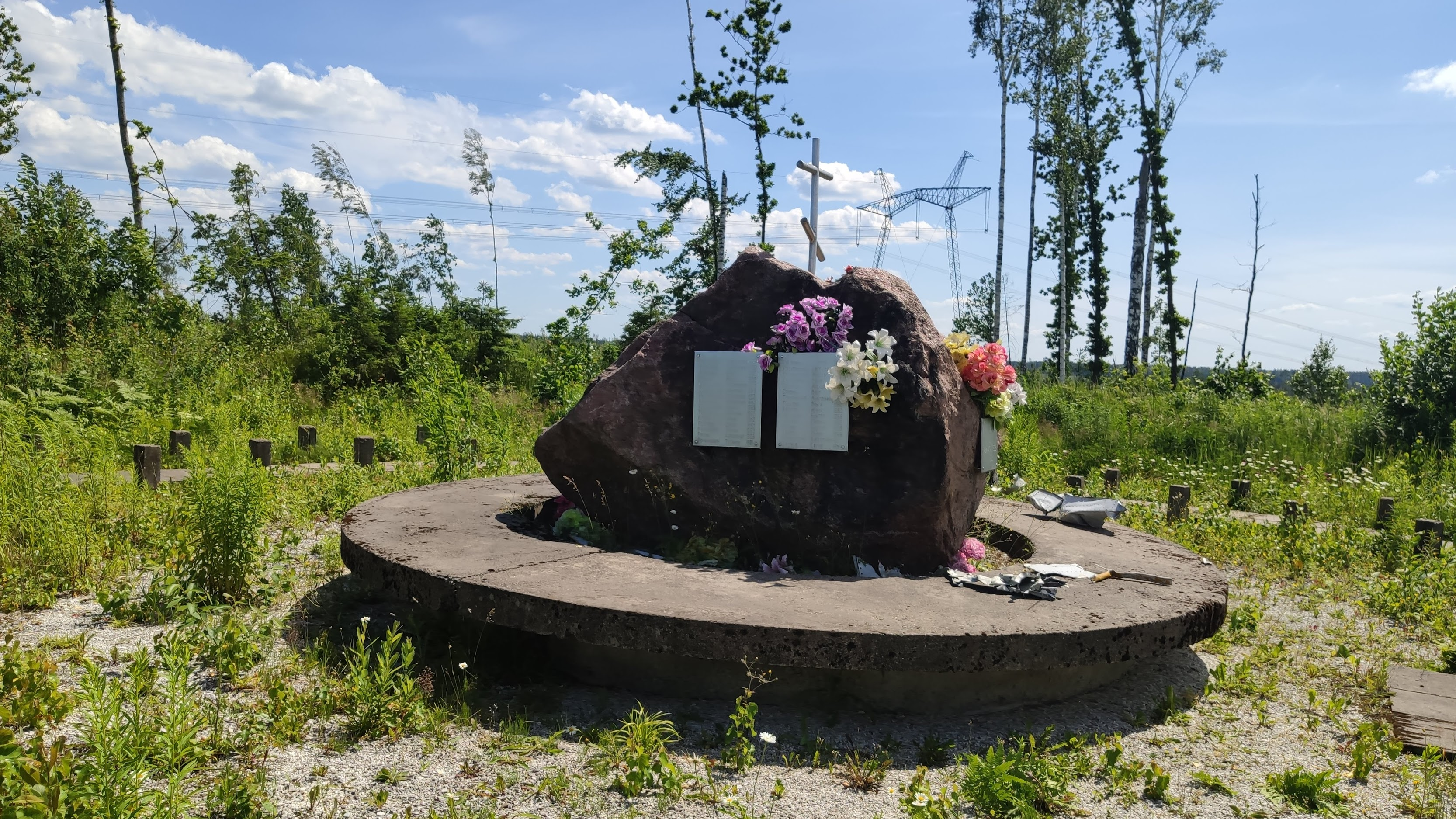
Памятник на месте катастрофы

На месте катастрофы рейса 7841 в настоящее время установлен памятник.